# Ванюшкіна Світлана Олександрівна
Світлана Олександрівна Ванюшкіна (нар. 13 березня 1987) — українська футболістка, півзахисниця.

## Життєпис
Футбольну кар'єру розпочала в «Зорі-Спартак». У чемпіонаті України дебютувала в 2002 році. У команді провела два роки, у вищій лізі зіграла 8 матчів. У 2004 році перейшла до харківського «Металіста», у футболці якого зіграла 4 матчі та відзначилася 1 голом. У складі харківського колективу зіграла виграла чемпіонат та кубок країни. Наступного року перейшла до «Нафтохіміка». У команді виступала протягом трьох сезонів, за цей час у чемпіонаті України зіграла 34 матчі та відзначилася 2-а голами. У 2007 році разом з «Нафтохіміком» виграла чемпіонат України.
До складу «Легенди» приєдналася 2008 року. Єдиним голом у футболці чернігівського клубу відзначилася 9 червня 2009 року на 70-й хвилині переможного (2:1) виїзного поєдинку проти Донеччанки. У футболці «Легенди» відіграла 4 сезони, за цей час у Вищій лізі зіграла 16 матчів та відзначилася 1 голом. Дворазова чемпіонка України та володарка кубку України. У сезонах 2010 та 2011 років у чемпіонаті України зіграла по одному матчі. По завершенні сезону 2011 років залишила команду.

## Досягнення
«Металіст» (Харків)
- Вища ліга чемпіонату України
  -  Чемпіон (1): 2004
- Кубок України
  -  Володар (1): 2004

«Нафтохімік» (Калуш)
- Вища ліга чемпіонату України
  -  Чемпіон (1): 2007
  -  Срібний призер (1): 2006

«Легенда» (Чернігів)
- Вища ліга чемпіонату України
  -  Чемпіон (2): 2009, 2010
  -  Срібний призер (2): 2008, 2011
- Кубок України
  -  Володар (1): 2009
  -  Фіналіст (3): 2008, 2010, 2011